# 458 a. C.
El año 458 a. C. fue un año del calendario romano prejuliano. En el Imperio romano se conocía como el Año del consulado de Rutilo y Carventano (o menos frecuentemente, año 296 Ab urbe condita).

## Acontecimientos

### Grecia
- Atenas, aliada de Argos y Mégara, derrota a las ciudades de Corinto y Epidauro en Halias y posteriormente la escuadra ateniense derrota a la corintia en la isla de Cecrifalia.
- Batalla de Egina.
- La evolución democrática ateniense culmina con la admisión de la clase popular en el arcontado.[1]
- La Orestíada, de Esquilo.
- Terminación de los Muros Largos desde Antigua Atenas hasta El Pireo.

### República romana
- El cónsul romano Lucio Minucio Esquilino Augurino es derrotado por los ecuos y volscos.
- Lucius Quinctius Cincinnatus es nombrado en Roma dictador.

## Fallecimientos
- Plistarco, rey de Esparta.